# Hilary Weston
Hilary Mary Weston (Dublin, 12 de janeiro de 1942 — Londres, 3 de agosto de 2025) foi uma empresária e escritora bilionária irlandesa.

## Morte
Weston morreu no dia 3 de agosto de 2025, aos 83 anos.